# 속립 결핵
속립 결핵(粟粒結核)은 결핵의 한 형태로, 작은 크기(1 ~ 5 mm)로 인체에 널리 퍼진 것이 특징이다. 그 명칭은 흉부의 X-선 사진에서 폐 전체에 분포한 작은 점들이 수수의 씨앗을 닮은 것에서 유래하였다. 속립 결핵은 폐, 간, 비장 등 어떠한 장기도 감염시킬 수 있다. 모든 결핵 환자 중 1 ~ 3%에서 발생하는 합병증이다.

## 병의 원인
속립 결핵은 폐결핵의 한 형태로, 감염이 폐정맥으로 침범하여 발생한다. 세균이 심장의 좌측에 도달하여 체순환에 들어가면, 간이나 비장과 같은 기관에 씨를 뿌리는 결과가 될 수 있다. 또는, 세균이 림프절로 들어가서 체정맥으로 흘러들어가고, 결국에는 심장의 우측에 도달한다. 심장의 우측으로부터, 세균은 폐에 (다시) 씨를 뿌려 '속립' 결핵을 초래한다.

## 징후 및 증상
속립 결핵 환자는 가벼운 신열, 기침, 림프절 장애 등의 특별하지 않은 징후가 나타나는 경향이 있다. 속립 결핵은 또한 간 비대(40%), 지라비대(15%), 췌장염(<5%), 아드레날린 결핍과 함께 다발성 장기 부전을 보이기도 한다. 대변은 설사가 될 수 있다.
속립 결핵에 걸릴 수 있는 위험요소는 보균자와의 직접적인 접촉, 비위생적인 환경에서의 생활, 비정상적인 영양 섭취 등이다. 미국내 사람들 중 위험도가 높은 이들로 노숙자들과 HIV/AIDS 환자들이 있다.

## 검사
속립 결핵의 검사는 다른 형태의 결핵과 같은 방식이다. 검사에는 흉부 엑스레이, 객담 배양, 기관지경검사, 투베르쿨린 방응, 폐 조직 검사, 두부 CT/MRI, 혈액배양, 안저 검사, 심전도검사 등이 있다. 속립 결핵 환자에서는 다양한 신경학적 합병증이 잘 알려져 있다. - 결핵성 수막염과 뇌막의 결핵종이 가장 흔하다. 어쨌거나, 대부분의 환자들은 항결핵 치료를 따르면서 호전된다.

## 치료
속립 결핵은 심각한 상태이다. 치료를 받지 않는 속립 결핵 환자는 거의 100% 치명적이다. 속립 결핵 환자의 약 25%는 결핵성 수막염이 있다. 세계보건기구(WHO)에서 권고하는 표준 치료는 이소니아지드와 리팜피신을 6개월간 복용하는 것으로, 처음 2달간은 에탐부톨과 피라진아마이드를 함께 복용한다. 수막염의 증거가 있으면, 치료는 12개월로 늘어난다. 미국내의 지침에서는 9개월간의 치료를 권고한다. 약제로 인한 흔한 부작용으로, 환자가 피라진아마이드, 리팜핀, 이소니아지드를 복용하는 경우 간에 염증이 생길 수 있다. 또한, 약제에 대한 내성이 있을 수 있으며, 재발하거나, 호흡부전, 성인 호흡 장애 증후군이 있을 수 있다.

## 같이 보기
- 토머스 울프